# Табијадон ди Вал (Белуно)
Табијадон ди Вал (итал. Tabiadon di Val) је насеље у Италији у округу Белуно, региону Венето.
Према процени из 2011. у насељу је живело 14 становника. Насеље се налази на надморској висини од 1262 м.